# Hungarian International 1983
Die Hungarian International 1983 im Badminton fanden vom 5. bis zum 6. November 1983 in Budapest statt. Es war die achte Auflage dieser internationalen Meisterschaften von Ungarn im Badminton. Ein Großteil der Finalspiele wurde erneut im TV übertragen.

## Sieger und Platzierte
| Disziplin    | Gold                                  | Silber                           | Bronze                          |
| ------------ | ------------------------------------- | -------------------------------- | ------------------------------- |
| Herreneinzel | Johann Ratheyser                      | Miroslav Šrámek                  | Jerzy Dołhan                    |
| Herreneinzel | Johann Ratheyser                      | Miroslav Šrámek                  | Jan de Mulder                   |
| Dameneinzel  | Heidi Krickhaus                       | Petra Michalowsky                | Monika Cassens                  |
| Dameneinzel  | Heidi Krickhaus                       | Petra Michalowsky                | Taťána Šrámková                 |
| Herrendoppel | Edgar Michalowski Erfried Michalowsky | Johann Ratheyser Gerald Hofegger | Jerzy Dołhan Grzegorz Olchowik  |
| Herrendoppel | Edgar Michalowski Erfried Michalowsky | Johann Ratheyser Gerald Hofegger | György Vörös Gábor Petrovits    |
| Damendoppel  | Monika Cassens Petra Michalowsky      | Heidi Krickhaus Susanne Altmann  | Ildikó Vígh Márta Dovalovszki   |
| Damendoppel  | Monika Cassens Petra Michalowsky      | Heidi Krickhaus Susanne Altmann  | Elke Schrick Gabriele Sadewater |
| Mixed        | Erfried Michalowsky Petra Michalowsky | Edgar Michalowski Monika Cassens | Jerzy Dołhan Bożena Wojtkowska  |
| Mixed        | Erfried Michalowsky Petra Michalowsky | Edgar Michalowski Monika Cassens | Rolf Rüsseler Dorett Hökel      |

## Finalresultate
| Disziplin    | Sieger                                | Finalist                         | Ergebnis          |
| ------------ | ------------------------------------- | -------------------------------- | ----------------- |
| Herreneinzel | Johann Ratheyser                      | Miroslav Šrámek                  | 18–16, 15–9       |
| Dameneinzel  | Heidi Krickhaus                       | Petra Michalowsky                | 11–6, 5–11, 12–10 |
| Herrendoppel | Edgar Michalowski Erfried Michalowsky | Johann Ratheyser Gerald Hofegger | 15–8, 15–6        |
| Damendoppel  | Monika Cassens Petra Michalowsky      | Heidi Krickhaus Susanne Altmann  | 15–3, 15–8        |
| Mixed        | Erfried Michalowsky Petra Michalowsky | Edgar Michalowski Monika Cassens | 15–3, 6–15, 15–6  |